# 長谷川恵美 (女優)
長谷川 恵美（はせがわ えみ、1981年7月3日 - ）は日本の女性俳優。愛知県名古屋市出身。スーパー・エキセントリック・シアター(SET)に所属していた。

## 出演

### テレビドラマ
- NHK木曜時代劇「柳生十兵衛七番勝負 最後の闘い」（2007年、NHK）
- 孤独のグルメ 第1シリーズ 第11話　- まんじゅう屋の店員（2012年、テレビ東京）

### その他の番組
- 出社が楽しい経済学（2009年1月10日、NHK教育） - 米俵静香役
- チュバチュバワンダーランド（2009年5月 - 2017年3月、チバテレ（千葉テレビ放送）） - イベント司会者の「エミおねえさん」として出演
（2020年4月 - 2021年3月）- 番組内のドラマ、シューティングスターさとみラルージュへさとみラルージュの母親として、前半は声のみ、後半はドラマ内へ出演
- レッツ・カンドゥー!（2017年7月 - 9月(第一期)、2018年7月 - 9月(第二期)、チバテレ）